# Mundo (álbum de El Otro Yo)
Mundo es el segundo álbum de El Otro Yo. Fue grabado en 1995 en el habitáculo de un viejo Dodge Polara, propiedad de la familia Aldana y abandonado en el barrio, en el borde de Temperley.

## Lista de canciones
1. Bocas sonoras
2. A.D. 90
3. Dios *
4. Olvidar*
5. Tiburón*
6. 69
7. Caries
8. Dibujito*
9. Agua bendita*
10. A Volar
11. Llévame
12. Mira
13. Moquiento
14. Hey tonto!
15. Peligro
16. Alegría
17. Paraíso*
18. La Ra La*
19. Extraterrestre*
20. Hombre de mierda

(*) Separadores; en orden son Maicol Yaxon (en alusión a Michael Jackson), Turner la máquina del futuro, Rastring, Conduciendo hacia tu corazón por los pedregosos caminos del amor donde todo se vale, Lejos, Rosario Bléfari y María Fernanda Aldana, Vamos a pasear, y La mañana de la tarde con Ricardo y Roberto.